# Béatrice de Bar (-1076)
Pour les articles homonymes, voir Béatrice de Bar.
Béatrice de Bar, née vers 1017 et morte le 18 avril 1076, est une princesse de la maison d'Ardenne (Wigéricides), fille du duc Frédéric II de Lorraine et de Mathilde de Souabe. Elle fut par ses mariages successifs, marquise de Toscane de 1037 à 1052, puis duchesse consort de Basse-Lotharingie de 1065 à 1069. 

## Biographie
Béatrice était la fille cadette de Frédéric III (mort en 1026), duc de Haute-Lotharingie et comte de Bar à partir de 1019, et de son épouse Mathilde (morte en 1032), fille du duc Hermann II de Souabe.
Âgée de neuf ans au décès de son père, sa tante Gisèle de Souabe, mariée à l'empereur Conrad II le Salique, la recueillit ainsi que sa sœur aînée Sophie. À la mort précoce de son frère Frédéric III de Lorraine en 1033, la lignée mâle des comtes de Bar s'éteignit.

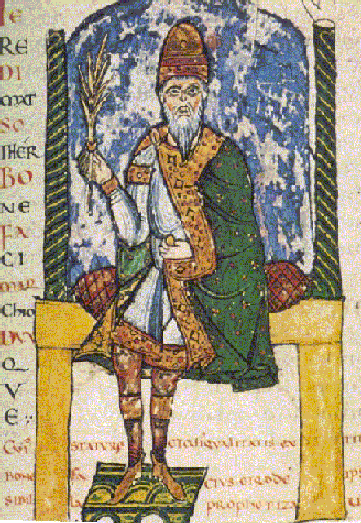
Boniface III de Toscane. Du manuscrit Vita Mathildis de Donizone.

En 1037, elle fut mariée à un fidèle de l'empereur, Boniface de Canossa (985-1052), marquis de Toscane (en tant que Boniface III) depuis 1027. Son mari avait épousé en premières noces Richide, fille du comte Giselbert de Bergame ; ce mariage reste toutefois sans enfants. Béatice et Boniface eurent :
- Béatrice (morte en 1053) ;
- Frédéric (mort en  1055), parfois nommé aussi Boniface IV, marquis de Toscane ;
- Mathilde (morte en 1115), marquise de Toscane, mariée en 1071 à Godefroid III le Barbu (mort en 1076), duc de Basse-Lotharingie, puis en 1089 à Welf IV (mort en 1101), duc de Bavière.

Le marquis Boniface III de Toscane ayant été assassiné le 6 mai 1052, elle est régente des États de son époux au nom de son fils, mais, après la mort de celui-ci et de sa fille aînée Béatrice, elle se retire en Basse-Lotharingie. Au printemps 1054, elle épouse son cousin Godefroy II (mort en 1069), duc de Basse-Lotharingie, sans le consentement de l'empereur Henri III. 
Godefroy II s'était plusieurs fois révolté à l'autorité impériale dans le passé ; en 1055, Henri III enlève Béatrice et sa fille Mathilde pour les assigner à résidence. À la fin, la réconciliation a lieu et l'année suivante, l’empereur meurt après avoir fait libérer les deux. 
Après la mort de Godefroy, Béatrice revient à sa fille Mathilde en Toscane, où elle soutient le pape Grégoire VII dans la querelle des Investitures avec Henri IV, et l'aide à lutter contre les Sarrasins et les Normands.
Béatrice est morte en 1076 et elle a été enterrée dans la cathédrale de Pise.

## Patrimoine lorrain
Béatrice de Lorraine reçoit la moitié nord de l'héritage propre de son père, Frédéric III, c'est-à-dire principalement la châtellenie de Briey, les seigneuries de Stenay et Mouzay, l'abbaye de Juvigny, le domaine de Longlier, le domaine d'Orval ainsi que la forêt de la Woëvre.
Sa sœur Sophie reçoit les territoires méridionaux : Saint-Mihiel, Bar, Amance et Mousson.